# Bursa (liturgi)

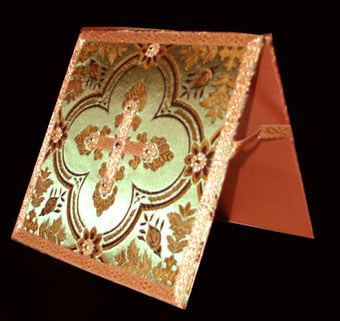
Bursa.

Bursa (medeltidslatin: "skinnpung", "börs", av grekiska: βύρσα, byrsa, "djurhud", "lädersäck"), även kallad bursa corporalis, är ett platt, kvadratiskt, vanligen styvt fodral i vilket korporalet förvaras när det inte används under mässan.
Bursan förekommer i västkyrkans liturgi, även i Svenska kyrkan.